# 大田田根子
大田田根子（おおたたねこ）は『記紀』等に伝わる古代日本の人物。『古事記』では意富多多泥古命。大神神社では大直禰子命としている。

## 概要
奈良県桜井市にある三輪山の神である大物主神、または事代主神の子孫または子で、神君（三輪氏、大三輪氏、大神氏）、鴨君（賀茂朝臣氏）、石辺公の祖先とされる。
「オオ」は「大」で美称、「ネコ」は尊称を意味し、難波根子建振熊命や古代天皇の和風諱号に散見される。「タタ」は「田」の意味かと推測されている。
『日本書紀』によると大物主神の子、『古事記』によると同神の5世孫、『先代旧事本紀』の「地祇本紀」によると事代主神の7世孫で、崇神天皇と同世代の人物。『日本書紀』によると、茅渟県（ちぬのあがた）の陶邑（すえのむら）、すなわち和泉国大鳥郡陶器荘（現・堺市東南部の陶器山からその西方にかけて）、『古事記』によると、河内国美努村（みのむら）、すなわち若江郡御野（現・八尾市上之島町南）の出身という。いずれも、陶荒田神社（現・堺市中区）の付近という同じ場所を指すかとも考えられる。
現在、大神神社の摂社・大直禰子神社等に祀られている。立地や築造年代、石囲木槨、三角縁神獣鏡が出土していないという特徴から、ホケノ山古墳を大田田根子の墓と見る説がある。

## 系譜
父は、『古事記』によれば「大物主大神が陶津耳命の娘である活玉依毘売を娶って産んだ櫛御方命の子の飯肩巣見命の子の建甕槌命の子」とされ、『日本書紀』では大物主大神と活玉依媛の子とされる。子には大鴨積命、大友主命、大多彦命、意富禰希毛知命がいたとされ、三輪氏（神氏、大三輪氏、大神氏）、鴨氏（賀茂朝臣氏）、神人部氏、神部氏などの氏族を輩出したと伝わる。

## 記録
『日本書紀』巻第五によると、崇神天皇5年、
6年には、「百姓」（おおみたから）は流離してしまい、或いは叛逆するものもあった。その勢いは徳で治めるのが難しかった。朝夕神祇祈り祭った。これよりも前に、天照大神・倭大国魂神を天皇の「大殿」（みあらか）に並んで祭ったが、神の勢いを畏怖し、一緒に生活することができなかった。そこで、天皇が皇女、豊鍬入姫命（とよすきいりびめ の みこと）・渟名城入姫命（ぬなきのいりびめ の みこと）に2つの神をそれぞれ祭らせることにした。天照大神は倭の笠縫邑（かさぬいのむら）に祭り、豊鍬入姫には磯堅城（しかたき）の神籬（ひもろぎ）を立てた。淳名城入姫は倭大国魂神を祭らせたが、髪が抜けて体が痩せて、お祀りすることができなかった。
事態を憂慮した天皇は、占いによって、災いの起こる理由を究明しようとした。ここで、占いをすることを「命神亀」と記しているが、亀卜のことを指している。なお『魏志倭人伝』の描く3世紀には、倭人は鹿の骨を焼く占いをしていた、とある。
そこで、神浅茅原（かんあさじはら）へ行幸し、八十万（やそよろず）の神々を集えて、占いをした。すると、倭迹迹日百襲姫命（やまとととびももそひめのみこと）に神がのりうつり、自分を敬えば自然に疫病は平らぐと言った神がいた。不思議に思った天皇が名前を尋ねると、「私は倭国の域（さかい）の内にいる神で、名前は大物主神という」と自己紹介をした。この神のお告げにしたがってお祀りをしたが、効果はなく、そこで、天皇は斎戒沐浴し、「殿」（みあらか）のうちを清めて、「自分の信心が不十分なのでしょうか、夢の中で教えてください」と頼んだ。すると、その日の夢に貴人の姿をした大物主神が現れて、
とおっしゃった。
その後、倭迹速神浅茅原目妙姫（やまとと はやかんあさじはら まくわしひめ＝倭迹迹日百襲姫命）や、臣下の穂積臣の祖先である大水口宿禰（おおぬなくち の すくね）らの夢にも貴人が現れて、大田田根子（おおたたねこ）と市磯長尾市（いちし の ながおち）をそれぞれ大物主神と倭大国魂の祭主にすれば、天下太平になるという内容であった。天皇はこの夢の言葉を得て、天下に告げて大田田根子を捜したところ、茅渟県の陶邑で大田田根子が発見された。彼は、父親は大物主大神で、母親は陶津耳（すえつみみ）の娘の活玉依媛（いくたまよりびめ）であると答えた。そこで、卜占で、物部連の祖先である伊香色雄（いかがしこお）を「神班物者」（かみのものあかつひと＝神に捧げる物を分かつ人）に任命した。
それから、伊香色雄に沢山の平瓮（ひらか＝平らな土器。平たい皿様の器）を神祭の供物とし、大田田根子を大物主大神の祭主、市磯長尾市を倭大国魂神の祭主にした、という。これにより、疫病は収まり、国内も鎮まり、五穀が実って、百姓は賑わった、という。
崇神天皇8年12月に天皇は、大田田根子に「大神」（おおみわのかみ）を祀らせた、という。この大田田根子が三輪君の始まりだという。
『古事記』にある物語は、これほど煩雜ではないが、大筋は同じで、崇神天皇の時、疫病が流行で人民が多く死に、天皇の夢枕に大物主大神が現れ「意富多々泥古（おおたたねこ）という人に自分を祭らせれば、祟りも収まり、国も平安になるであろう」と神託を述べた。天皇はその人物を捜し出し、意富多々泥古命に三輪山の神を祭らせ、伊迦賀色許男命（いかがしこをのみこと）に天（あめ）の八十（やそ）びらかを作らせて、天神地祇（あまつかみくにつかみ）を定め祭らせた、という話は同じである。ただ、こちらは「神の血を引く子」で、大物主大神と、陶津耳命（すえつみみのみこと）の娘の活玉依毘売（いくたまよりびめ）の3代目の孫である。さらに、活玉依毘売がどうして神の子を産んだのか、という物語も語られている。
大田田根子が登場するのはここまでであるが、このことから、崇神天皇が大和国三輪山の神を祭ることで、祭政一致の政策を行い、さらに、海外も含めた周辺の諸国の統一に着手していることも分かる。